# John Gorman (Bischof)
John Robert Gorman (* 11. Dezember 1925 in Chicago; † 2. Juni 2025 in Orland Park) war ein US-amerikanischer römisch-katholischer Geistlicher und Weihbischof in Chicago. 

## Leben
Der Erzbischof von Chicago, Samuel Kardinal Stritch, weihte ihn am 1. Mai 1956 zum Priester.
Papst Johannes Paul II. ernannte ihn am 16. Februar 1988 zum Titularbischof von Catula und zum Weihbischof in Chicago. Der Erzbischof von Chicago, Joseph Kardinal Bernardin, spendete ihm am 11. April desselben Jahres die Bischofsweihe; Mitkonsekratoren waren die Weihbischöfe Alfred Leo Abramowicz und Nevin William Hayes OCarm aus Chicago. 
Am 24. Januar 2003 nahm Johannes Paul II. sein altersbedingtes Rücktrittsgesuch an.